# 6 Ore di Monza
La 6 Ore di Monza, in precedenza 1000 km di Monza e Trofeo Filippo Caracciolo, è stata una gara automobilistica di durata gestita dall'Autodromo nazionale di Monza, in Italia. Dalla seconda edizione del 1966 assegna il "Trofeo Caracciolo".

## Storia

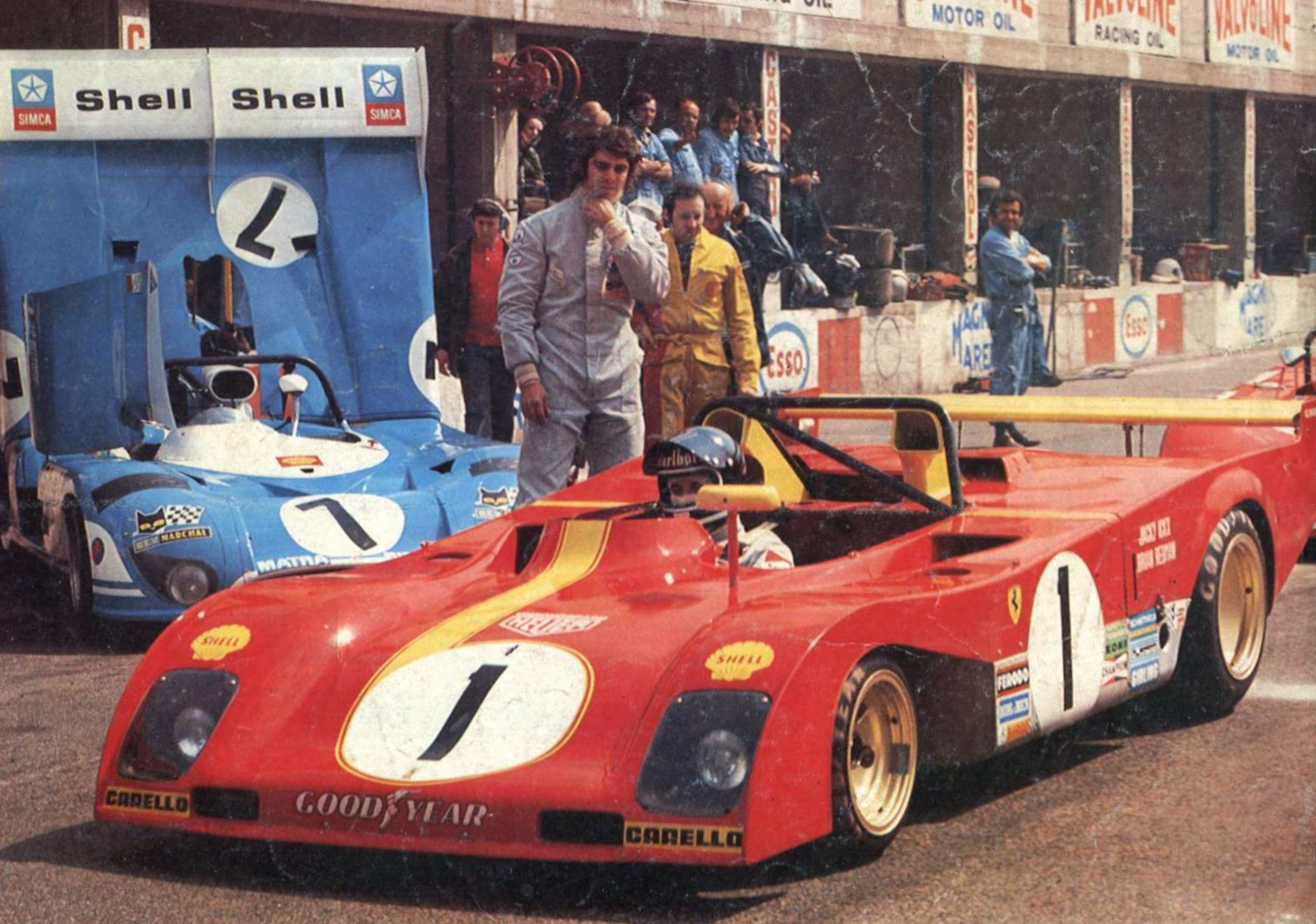
Jacky Ickx alla guida di una Ferrari durante la 1000 km del 1973: il pilota, il team e il costruttore più vincenti nella gara di durata brianzola.

Nei primi anni sessanta la corsa aveva una durata di tre ore, basata su vetture di produzione del campionato mondiale marche, prima dell'espansione delle gare di durata alla distanza dei 1000 km dal 1965. Fino al 1969 si disputò sul circuito completo, lungo 10 km, che includeva anche il circuito ovale di Alta Velocità.
Dal 1963 al 1992, con alcune eccezioni in anni in cui la gara non si disputò, la 1000 km di Monza ha fatto parte del Campionato del mondo sportprototipi, il campionato più importante per le gare di durata organizzato dalla FIA con vari cambi di denominazione, dal 1953 al 1992.
Dopo alcuni anni di sospensione e disinteresse, è ritornata nel 2004 a far parte del campionato Le Mans Series, da cui è però stata esclusa nel 2009.
Dal 2017 il circuito brianzolo torna ad ospitare una gara di durata per prototipi, la "4 ore" valida per l'European Le Mans Series, che sino al 2016 si era disputata ad Imola.
La 1000 km nel 2021 è tornata come seconda tappa del campionato del mondo endurance, cambiando denominazione in 6 Ore di Monza.

## Vincitori
| Anno                               | Piloti                                           | Team                           | Auto                           | Tempo                          | Campionato                                              | Resoconto |
| 3 Ore durata, circuito 10.1 km     | 3 Ore durata, circuito 10.1 km                   | 3 Ore durata, circuito 10.1 km | 3 Ore durata, circuito 10.1 km | 3 Ore durata, circuito 10.1 km | 3 Ore durata, circuito 10.1 km                          |           |
| ---------------------------------- | ------------------------------------------------ | ------------------------------ | ------------------------------ | ------------------------------ | ------------------------------------------------------- | --------- |
| 1963                               | Roy Salvadori                                    | David Brown                    | Aston Martin DP214             | -                              | Campionato Internazionale Gran Turismo                  | Resoconto |
| 1964                               | Rob Slotemaker                                   | Ben Pon                        | Porsche 904 GTS                | -                              | Campionato Internazionale Gran Turismo                  | Resoconto |
| 1000 km distanza, circuito 10.1 km |                                                  |                                |                                |                                |                                                         |           |
| 1965                               | Mike Parkes Jean Guichet                         | SpA Ferrari SEFAC              | Ferrari 275 P2                 | 4:56.08.000                    | Campionato Internazionale Gran Turismo                  | Resoconto |
| 1966                               | John Surtees Mike Parkes                         | SpA Ferrari SEFAC              | Ferrari 330 P3                 | 6:05:11.600                    | Campionato internazionale sportprototipi                | Resoconto |
| 1967                               | Lorenzo Bandini Chris Amon                       | SpA Ferrari SEFAC              | Ferrari 330 P4                 | 5:07:43.000                    | Campionato internazionale sportprototipi                | Resoconto |
| 1968                               | David Hobbs Paul Hawkins                         | J.W. Automotive Engineering    | Ford GT40 Mk.I                 | 5:18:23.400                    | Campionato internazionale marche                        | Resoconto |
| 1969                               | Jo Siffert Brian Redman                          | Porsche System Engineering     | Porsche 908LH                  | 4:53:41.200                    | Campionato internazionale marche                        | Resoconto |
| 1000 km distanza, circuito 5.8 km  |                                                  |                                |                                |                                |                                                         |           |
| 1970                               | Pedro Rodríguez Leo Kinnunen                     | J.W. Automotive Engineering    | Porsche 917K                   | 4:18:01.700                    | Campionato internazionale marche                        | Resoconto |
| 1971                               | Pedro Rodríguez Jackie Oliver                    | J.W. Automotive Engineering    | Porsche 917K                   | 4:14:32.600                    | Campionato internazionale marche                        | Resoconto |
| 1972                               | Jacky Ickx Clay Regazzoni                        | SpA Ferrari SEFAC              | Ferrari 312 PB                 | 5:52:05.600                    | Campionato mondiale marche                              | Resoconto |
| 1973                               | Jacky Ickx Brian Redman                          | SpA Ferrari SEFAC              | Ferrari 312 PB                 | 4:04:34.400                    | Campionato mondiale marche                              | Resoconto |
| 1974                               | Arturo Merzario Mario Andretti                   | Autodelta SpA                  | Alfa Romeo 33TT12              | 4:45:57:400                    | Campionato mondiale marche                              | Resoconto |
| 1975                               | Arturo Merzario Jacques Laffite                  | Willi Kauhsen Racing Team      | Alfa Romeo 33TT12              | 4:43:21.800                    | Campionato mondiale marche                              | Resoconto |
| 4 Ore durata, circuito 5.8 km      |                                                  |                                |                                |                                |                                                         |           |
| 1976                               | Jochen Mass Jacky Ickx                           | Martini Racing                 | Porsche 936                    | 4:00:54.400                    | Campionato mondiale vetture sport                       | Resoconto |
| 500 km distanza, circuito 5.8 km   |                                                  |                                |                                |                                |                                                         |           |
| 1977                               | Vittorio Brambilla                               | Autodelta SpA                  | Alfa Romeo 33SC12              | 2:40:06.000                    | Campionato mondiale vetture sport                       | Resoconto |
| 320 km distanza, circuito 5.8 km   |                                                  |                                |                                |                                |                                                         |           |
| 1978                               | Reinhold Joest                                   | Liquymoly-Joest Racing         | Porsche 908/3                  | 1:51:17.300                    | Campionato Europeo Sport 2000                           | Resoconto |
| 1000 km distanza, circuito 5.8 km  |                                                  |                                |                                |                                |                                                         |           |
| 1979                               | Renzo Zorzi Marco Capoferri                      |                                | Lola T286-Ford                 | 5:47:26.000                    | Campionato italiano Gruppo 6                            | Resoconto |
| 1980                               | Alain de Cadenet Desiré Wilson                   | Alain de Cadenet               | De Cadenet-Ford                | 6:01:08.880                    | Campionato mondiale marche Campionato italiano Gruppo 6 | Resoconto |
| 1981                               | Edgar Dören Jürgen Lässig Gerhard Holup          | Weralit Racing Team            | Porsche 935 K3                 | 6:33:48.000                    | Campionato mondiale Endurance                           | Resoconto |
| 1982                               | Henri Pescarolo Giorgio Francia                  | Automobiles Jean Rondeau       | Rondeau M382-Ford              | 5:33:56.200                    | Campionato mondiale Endurance                           | Resoconto |
| 1983                               | Bob Wollek Thierry Boutsen                       | Joest Racing                   | Porsche 956                    | 5:12:06.900                    | Campionato mondiale Endurance                           | Resoconto |
| 1984                               | Stefan Bellof Derek Bell                         | Rothmans Porsche               | Porsche 956                    | 5:06:15.800                    | Campionato mondiale Endurance                           | Resoconto |
| 1985                               | Manfred Winkelhock Marc Surer                    | Porsche Kremer Racing          | Porsche 962C                   | 4:04:41.310                    | Campionato mondiale Endurance                           | Resoconto |
| 360 km durata, circuito 5.8 km     |                                                  |                                |                                |                                |                                                         |           |
| 1986                               | Hans-Joachim Stuck Derek Bell                    | Rothmans Porsche               | Porsche 962C                   | 1:48:40.290                    | Campionato Mondiale Sportprototipi                      | Resoconto |
| 1000 km distanza, circuito 5.8 km  |                                                  |                                |                                |                                |                                                         |           |
| 1987                               | John Watson Jan Lammers                          | Silk Cut Jaguar                | Jaguar XJR-8                   | 5:03:55.370                    | Campionato Mondiale Sportprototipi                      | Resoconto |
| 1988                               | Martin Brundle Eddie Cheever                     | Silk Cut Jaguar                | Jaguar XJR-9                   | 4:52:13.520                    | Campionato Mondiale Sportprototipi                      | Resoconto |
| 1989                               | Non disputata                                    | Non disputata                  | Non disputata                  | Non disputata                  | Non disputata                                           |           |
| 480 km distanza, circuito 5.8 km   |                                                  |                                |                                |                                |                                                         |           |
| 1990                               | Mauro Baldi Jean-Louis Schlesser                 | Team Sauber Mercedes           | Mercedes-Benz C11              | 2:17:11.735                    | Campionato Mondiale Sportprototipi                      | Resoconto |
| 430 km distanza, circuito 5.8 km   |                                                  |                                |                                |                                |                                                         |           |
| 1991                               | Martin Brundle Derek Warwick                     | Silk Cut Jaguar                | Jaguar XJR-14                  | 2:05:42.844                    | Campionato Mondiale Sportprototipi                      | Resoconto |
| 500 km distanza, circuito 5.8 km   |                                                  |                                |                                |                                |                                                         |           |
| 1992                               | Geoff Lees Hitoshi Ogawa                         | Toyota Team Tom's              | Toyota TS010                   | 2:16:42.659                    | Campionato Mondiale Sportprototipi                      | Resoconto |
| 1993                               | Non disputata                                    | Non disputata                  | Non disputata                  | Non disputata                  | Non disputata                                           |           |
| 1994                               | Non disputata                                    | Non disputata                  | Non disputata                  | Non disputata                  | Non disputata                                           |           |
| 4 Ore durata, circuito 5.8 km      |                                                  |                                |                                |                                |                                                         |           |
| 1995                               | Thomas Bscher John Nielsen                       | West Competition               | McLaren F1 GTR                 | 4:01:29,603                    | BPR Global GT Series                                    | Resoconto |
| 1996                               | Thomas Bscher John Nielsen                       | West Racing                    | McLaren F1 GTR                 | 4:01:31,846                    | BPR Global GT Series                                    | Resoconto |
| 1000 km distanza, circuito 5.8 km  |                                                  |                                |                                |                                |                                                         |           |
| 1997                               | Thomas Bscher John Nielsen                       | Kremer Racing                  | Kremer K8 Spyder-Porsche       | 5:33:44.800                    | Challenge Endurance Italia                              | Resoconto |
| 1998                               | Thomas Bscher Geoff Lees                         | GTC Team Davidoff              | McLaren F1 GTR                 | 5:08:55.952                    | Campionato italiano GT Challenge Endurance Italia       | Resoconto |
| 500 km distanza, circuito 5.8 km   |                                                  |                                |                                |                                |                                                         |           |
| 1999                               | Vincenzo Sospiri Emmanuel Collard                | JB Giesse Team                 | Ferrari 333 SP                 | 2:29:31.944                    | Sports Racing World Cup                                 | Resoconto |
| 2000                               | Mauro Baldi Gary Formato                         | R & M                          | Riley & Scott Mk III-Judd      | 2:42:31.807                    | Sports Racing World Cup                                 | Resoconto |
| 1000 km distanza, circuito 5.8 km  |                                                  |                                |                                |                                |                                                         |           |
| 2001                               | Giovanni Lavaggi Christian Vann                  | GLV Brums                      | Ferrari 333 SP-Judd            | 5:17:08.756                    | Campionato FIA Sportscar                                | Resoconto |
| 2002                               | Non disputata                                    | Non disputata                  | Non disputata                  | Non disputata                  | Non disputata                                           |           |
| 2003                               | Non disputata                                    | Non disputata                  | Non disputata                  | Non disputata                  | Non disputata                                           |           |
| 2004                               | Jamie Davies Johnny Herbert                      | Audi Sport UK Veloqx           | Audi R8                        | 5:05:52.043                    | Le Mans Series                                          | Resoconto |
| 2005                               | Emmanuel Collard Jean-Christophe Boullion        | Pescarolo Sport                | Pescarolo C60-Judd             | 5:02:32.220                    | Le Mans Series                                          | Resoconto |
| 2006                               | Non disputata                                    | Non disputata                  | Non disputata                  | Non disputata                  | Non disputata                                           |           |
| 2007                               | Nicolas Minassian Marc Gené                      | Team Peugeot Total             | Peugeot 908                    | 4:59:20.735                    | Le Mans Series                                          | Resoconto |
| 2008                               | Stéphane Sarrazin Pedro Lamy                     | Team Peugeot Total             | Peugeot 908                    | 4:59:07.955                    | Le Mans Series                                          | Resoconto |
| 2009-2020                          | Non disputata                                    | Non disputata                  | Non disputata                  | Non disputata                  | Non disputata                                           |           |
| 6 ore durata, circuito 5.8 km      |                                                  |                                |                                |                                |                                                         |           |
| 2021                               | Mike Conway Kamui Kobayashi Jose Maria Lopez     | Toyota Gazoo Racing            | Toyota GR010 Hybrid            | 6:01:12.290                    | Campionato del mondo endurance                          | Resoconto |
| 2022                               | Nicolas Lapierre André Negrão Matthieu Vaxivière | Alpine Elf Matmut              | Alpine A480                    | 6:00:47.738                    | Campionato del mondo endurance                          | Resoconto |
| 2023                               | Mike Conway Kamui Kobayashi José María López     | Toyota Gazoo Racing            | Toyota GR010 Hybrid            | 6:00:31.922                    | Campionato del mondo endurance                          | Resoconto |